# Daan Mogot
Thiếu tá Daniel Elias Mogot (28 tháng 12 năm 1928 – 25 tháng 1 năm 1946) là một sĩ quan quân đội tham gia cuộc Cách mạng Dân tộc Indonesia. Mogot là một phần của nhóm lập nên Học viện Quân sự Tangerang và trở thành giám đốc đầu tiên của học viện này. Anh ta bị giết trong sự kiện Lengkong khi đang tiến hành giải giáp một sở chỉ huy trung đoàn của quân đội Nhật Bản đóng tại Lengkong.